# Södra Saddijaur
Södra Saddijaur är en sjö i Lycksele kommun i Lappland och ingår i Öreälvens huvudavrinningsområde. Sjön är 10,2 meter djup, har en yta på 0,959 kvadratkilometer och befinner sig 395,1 meter över havet. Sjön avvattnas av vattendraget Fargångsbäcken.

## Delavrinningsområde
Södra Saddijaur ingår i det delavrinningsområde (717986-159169) som SMHI kallar för Utloppet av Södra Saddijaur. Medelhöjden är 444 meter över havet och ytan är 9,64 kvadratkilometer. Det finns inga avrinningsområden uppströms utan avrinningsområdet är högsta punkten. Fargångsbäcken som avvattnar avrinningsområdet har biflödesordning 2, vilket innebär att vattnet flödar genom totalt 2 vattendrag innan det når havet efter 214 kilometer. Avrinningsområdet består mestadels av skog (70 procent) och sankmarker (15 procent). Avrinningsområdet har 0,96 kvadratkilometer vattenytor vilket ger det en sjöprocent på 10 procent.